# هودسون (إلينوي)
هودسون (بالإنجليزية: Hudson)‏ هي منطقة سكنية تقع في الولايات المتحدة في إلينوي. يقدر عدد سكانها بـ 1,838 نسمة .

## الموقع الجغرافي
الموقع الجغرافي للمناطق المحيطة بهذه النقطة هو كالتالي:

## أعلام
- بين كوربيت
- ميلفيل إليجاه ستون